# Richmond Bridge

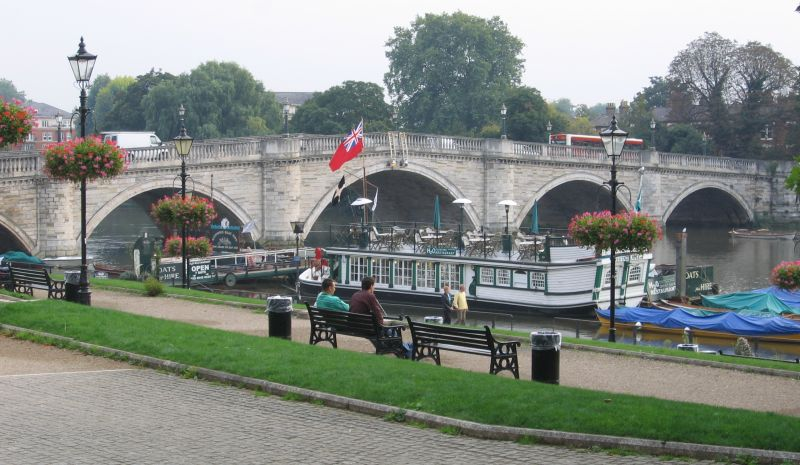
Richmond Bridge

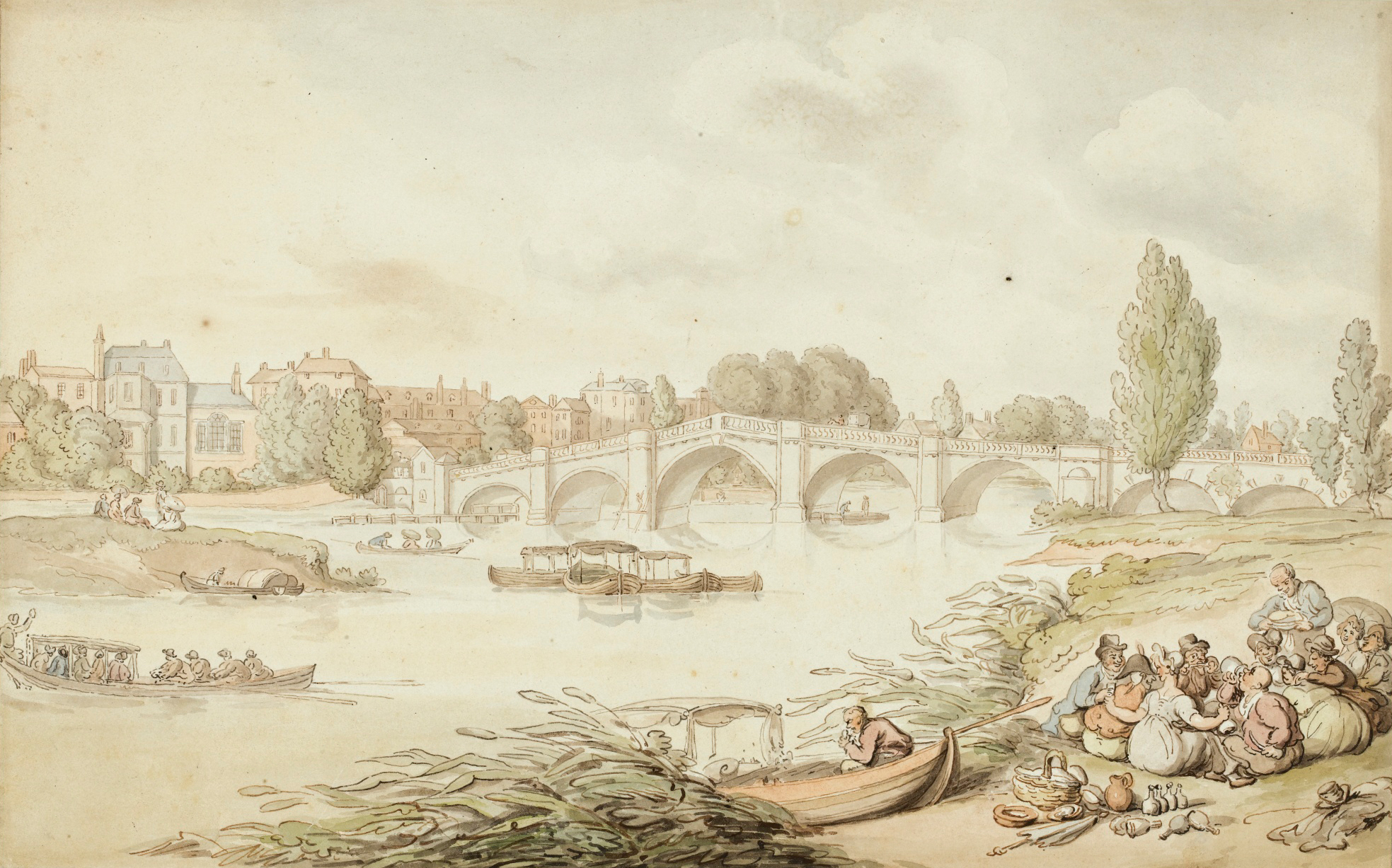
Richmond Bridge auf einer Darstellung von 1808

Die Richmond Bridge ist eine Straßenbrücke über den Fluss Themse in London. Sie verbindet den Stadtteil Richmond auf der Nordostseite mit dem Stadtteil St. Margarets auf der Südwestseite, beide im Stadtbezirk London Borough of Richmond upon Thames gelegen. Darüber führt die Hauptstraße A305.
Da der Fluss an dieser Stelle von seiner üblichen West-Ost-Fließrichtung abweicht und eine S-Kurve beschreibt, werden die Flussufer als „Middlesex bank“ und „Surrey bank“ bezeichnet. Dies erinnert an die frühere Grenze zwischen den beiden historischen Grafschaften.
1760 ersuchte William Windham, der Eigentümer der damaligen Fähre, das Parlament um die Erlaubnis, eine Brücke errichten zu dürfen. Die Bewohner Richmonds waren jedoch gegen eine Holzbrücke und forderten eine aus Stein. 1774 begannen die Bauarbeiten unter der Leitung der Architekten James Paine und Kenton Couse. Die Eröffnung erfolgte 1777. Bis 1859 war die Brücke mautpflichtig. Im Jahr 1927 ging sie in den Besitz der Grafschaften Surrey und Middlesex über. Zwischen 1937 und 1939 wurde sie verbreitert.